# Meland
Meland és un antic municipi situat al comtat de Hordaland, Noruega. Té 7.812 habitants (2016) i la seva superfície és de 92,58 km². El centre administratiu del municipi és el poble de Frekhaug.